# Kalachnikov (film)
Pour les articles homonymes, voir Kalachnikov.
Pour plus de détails, voir Fiche technique et Distribution.
Kalachnikov (Калашников) est un film biographique russe consacré à la jeunesse de Mikhaïl Kalachnikov, sorti en 2020. Il est réalisé par Konstantin Bouslov sur un scénario de Sergueï Vladimirovitch Bodrov, Alekseï Borodatchov et Anatoli Oussov.

## Synopsis
Pendant la Seconde Guerre mondiale, Mikhaïl Kalachnikov dirige une compagnie de chars de l'Armée rouge. Lors de la bataille de Briansk en 1941, il parvient à neutraliser un canon anti-char allemand, mais il est grièvement blessé dans la manœuvre. Alors qu'il est transporté vers l'arrière pour se faire soigner, sa troupe est attaquée par les Allemands et il est témoin de l'enrayage d'un pistolet-mitrailleur soviétique, le PPSh-41, qui coûte la vie à un camarade. Cette anecdote motivera Kalachnikov à concevoir une arme la plus fiable possible : l'AK-47 ou « Avtomat Kalachnikova » modèle 1947.

## Fiche technique
Sauf indication contraire, les informations mentionnées dans cette section peuvent être confirmées par la base de données cinématographiques IMDb,  présente dans la section « Liens externes ».
- Titre français : Kalachnikov[2]
- Titre original : Сёстры, Syostry
- Réalisation : Sergueï Sergueïevitch Bodrov
- Scénario : Sergueï Vladimirovitch Bodrov, Alekseï Borodatchov, Anatoli Oussov
- Photographie : Maksim Chinkorenko
- Musique : Sergueï Stern
- Décors : Alekseï Kamychov, Evgueni Katchanov
- Montage : Margarita Smirnova
- Sociétés de production : RB Production
- Pays de production :  Russie
- Langue de tournage : russe
- Format : Couleur
- Durée : 110 minutes
- Genre : Film biographique
- Dates de sortie :
  - Russie : 15 février 2020 (Ijevsk) ; 20 février 2020 (sortie nationale)
  - Brésil : 20 février 2020

## Distribution
- Iouri Borissov : Mikhaïl Kalachnikov
- Olga Lerman (ru) : Katia
- Arthur Smolianinov : Lyoutyi (ru)
- Eldar Kalimouline : Zaïtsev
- Dmitri Bogdan : Alekseï Soudaïev
- Valeri Barinov : Vassili Degtiarev
- Anatoli Lobotski : Gloukhov
- Vitali Khaev (ru) : Pavel Kourbatkine (ru)
- Alexeï Vertkov (ru) : Lobov
- Valeri Afassaniev (ru) : Nikolaï Voronov

## Production
Le film a été créé pour le 100e anniversaire de la naissance de Kalachnikov. L'acteur principal Youri Borisov a indiqué s'être beaucoup documenté pour son rôle, ayant rassemblé des sources alternatives pour se rendre compte de la complexité du personnage de l'armurier. Le film est basé sur les mémoires de Kalachnikov, des documents d'époque et des témoignages de son entourage. Les développeurs du film se sont concentrés particulièrement sur le réalisme des armes : des artisans ont récréé des armes d'époque en usine sur la base des dessins originaux
Le tournage a débuté en août 2018 à Olgovo (ru) dans le domaine des Apraxine (oblast de Moscou), en Crimée, à Torjok dans l'oblast de Tver ainsi qu'à Chouchary à proximité de Saint-Pétersbourg. Les costumes et les accessoires ont été fournis par le studio Mosfilm, qui a également supervisé le doublage et l'enregistrement sonore